# 小河镇 (信丰县)
小河镇，是中华人民共和国江西省赣州市信丰县下辖的一个乡镇级行政单位。

## 行政区划
小河镇下辖以下地区：
小河社区、小河村、仁和村、十村、旗塘村、兰坳村、长陵村、塘背村、河口村、志和村、新芫村、五村、五星村、土庄村、联群村、大江村、光荣村和罗坑村。